# Taliepus nuttallii
Taliepus nuttallii is een krabbensoort uit de familie van de Epialtidae. De wetenschappelijke naam van de soort is voor het eerst geldig gepubliceerd in 1840 door Randall.